# Cantellius hoegi
Cantellius hoegi is een zeepokkensoort uit de familie van de Pyrgomatidae. De wetenschappelijke naam van de soort is voor het eerst geldig gepubliceerd in 2009 door Achituv, Tsang & Chan.